# Lita Cabellut
Lita Cabellut (Sarinyena, província d'Osca, 1961), és una artista d'origen gitano criada a Barcelona i resident als Països Baixos. És una artista multidisciplinària que treballa diverses tècniques, com ara la pintura a l'oli, dibuix en paper, escultura, fotografia, poesia, poesia visual i vídeo. És doctora Honoris Causa per la Universitat de Barcelona.

## Biografia
Lita Cabellut —el seu nom és una abreviació del diminutiu Manuelita— no va conèixer el seu pare ni la seva mare, de la qual només sap que era gitana i que es dedicava a la prostitució, la va abandonar amb només tres mesos i la va deixar amb la seva àvia a Barcelona. Quan Lita tenia deu anys la seva àvia va morir, i ella va ser ingressada en un orfenat. Als tretze anys va ser adoptada per una família catalana. Va descobrir la seva vocació per la pintura en una de les seves visites al Museu del Prado, en veure l'obra de Goya, Velázquez, Ribera i Rembrandt. En el garatge de casa seva va poder muntar un petit estudi al qual va començar a desenvolupar la seva vocació. El seu primer mestre fou el masnoví Miquel Villà i Bassols i la seva primera exposició va ser a l'Ajuntament del Masnou, el 1978.
Als dinou anys es va traslladar a estudiar als Països Baixos amb una beca, a l'Acadèmia Gerrit Rietveld de belles arts. Des de llavors viu en aquell país.

## Treball artístic
Reconeguda per la seva pintura, treballa amb llenços de gran format. Entre altres coses, pinta retrats foto-realistes, que després treballa i esquerda.
Cabellut reivindica la universalitat de l'art, a través del qual descriu la realitat de la condició humana. Visiblement influïda per artistes com Francisco de Goya y Lucientes o Francis Bacon, el seu univers creatiu s'aferra al compromís i la preocupació per l'ésser humà, al qual pren com a objecte i introdueix en l'obra mitjançant una tècnica en què la importància recau a captar la vivacitat de la pell, l'òrgan més extern que revela el pas del temps i les experiències, el que despulla la cruesa, la força, el caràcter i l'angoixa dels instants més emotius de la seva existència.
En 2011 va rebre el Premi de Cultura Gitana en la secció de Pintura i Arts Plàstiques de l'Institut de Cultura Gitana d'Espanya, en reconeixement del treball realitzat en benefici de la cultura gitana al món. En 2015 va ser reconeguda per la revista especialitzada Artprice com un dels artistes contemporanis més cotitzats del món, que va situar en el lloc 333 —del seu top 500—, just per darrere de Miquel Barceló i Juan Muñoz, cosa que la convertí en l'artista femenina espanyola més cotitzada d'aleshores.
Entre el 2014 i 2015 va ser reconeguda com la pintora espanyola més cotitzada, segons la revista Artprice.
El 2017, s'estrenà en escenògrafa teatral, fent l'escenografia (junt amb Carlus Padrissa), decorats, vídeo, pintures, vestuari i maquillatge per La Fura dels Baus en la seva versió de Le Siège de Corinthe de Rossini, que es va estrenar l'agost del 2017 al Festival d'òpera de Rossini de Pesaro (Itàlia).
De l'octubre del 2017 fins al maig del 2018 va tenir la seva primera exposició retrospectiva a l'estat espanyol als Espais Volart de la Fundació Vila Casas, a Barcelona. La retrospectiva comprèn obres del 2008 fins al 2017 organitzades en sèries com ara: “Flower Installations” (2016-17), “Disturbance” (2015), “Blind Mirror” (2015), “Tempus & Divine” (2015), “Black Tulip” (2014), “White Silence” (2014), “Dried Tear” (2013), “After the Show” (2012), “Camaron” (2011), “Memories Wrapped in Gold Paper” (2012), “Coco” (2011), “Frida” (2011), “Madness and Reason” (2010), “Installation” (2010), “State or Grace” (2010), “Country Life” (2009), “Ethics” (2017) i “Dillusion” (2008).
El 30 de setembre de 2024, Lita Cabellut va ser investida doctora Honoris Causa per la Universitat de Barcelona.

## Exposicions i col·laboracions rellevants
- 2018 (març a abril) - Mujeres artistas hoy - Museu Europeu d'Art Modern (MEAM), Barcelona (exposició col·lectiva).
- 2017-2018 (octubre a abril) - Testimonio, Museo de Arte Contemporaneo Gas Natural Fenosa, A Corunya.
- 2017-2018 (octubre a maig) - Retrospective, Espais Volart, Fundació Vila Casas, Barcelona.
- 2017 (agost) - escenografia, video, vestuaris i maquillatge per l'òpera Le Siège de Corinthe, una producció de La Fura dels Baus. Estrenat l'agost del 2017 a Pesaro, Itàlia, pel Festival Rossini.
- 2015 (abril a agost) - Blind Mirror, Hälsinglands Museum, a Hudiksvall (Suècia).[13]
- 2014 (octubre) - Black Tulip / De Zwarte Tulp, State Visit Okura Hotel, a Tòquio (Japó).
- 2014 (juny a agost) - 100 Masterpieces, Art Centre Seoul, a Seül (Corea del Sud).
- 2014 (abril a juny) - Here To Stay, Kunststation Kleinsassen, Berlín (Alemanya).
- 2013 (agost a desembre) - Trilogy of the Doubt, Noordbrabants Museum, a Den Bosch (Països Baixos).
- 2013 (maig a juliol) - Trilogia del dubte, Espai Volart 2 de la Fundació Vila Casas, Barcelona.

etc.
- 2001 (febrer a setembre) - Between Earth and Heaven: new classical movements in the art of today, OMMK, Museum voor Moderne Kunst, Oostende (Bèlgica)
- 1978 - Ajuntament del Masnou, la seva primera exposició, a l'edat de 17 anys.